# Francisco Piñeyro
Francisco Piñeyro fue un político, funcionario, hacendado y pionero de la industria ganadera de su país. Considerado «uno de los hacendados de raigambre colonial» de la campiña bonaerense, se convirtió en «uno de los que tradicionalmente dominan el comercio y transporte entre ciudad y campaña». Fue legislador provincial en varias oportunidades y miembro del Congreso nacional que dio sanción a la Constitución Argentina de 1826.

## Biografía
Francisco Piñeyro (Piñeiro o incluso Piñero) nació en la ciudad de Buenos Aires en 1786, hijo de Francisco Piñeyro y Cerqueiro y de Manuela Josefa Fernández y Echeverría, hija a su vez del gallego Januario Fernández do Eijo y de la porteña María Ignacia de Echeverría y Rodríguez Figueroa. Su madre había aportado como dote la estancia Rincón de Noario, ubicada en el pago de la Magdalena, también conocida como El Rincón de Todos los Santos, de Viedma o de Villoldo, con una superficie de cien leguas cuadradas.
Su padre acrecentaría la fortuna familiar y participaría de la lucha contra las Invasiones Inglesas.
El 1 de enero de 1801 fue designado Alcalde de Hermandad «para la banda del Sur» del Riachuelo y ese mismo año fue nombrado para el mismo puesto para el partido de Quilmes.
También en 1801 falleció su padre y fue comisionado por su madre para administrar sus propiedades, la citada estancia del Rincón de Noario, frente a Punta Piedras, otras en los rincones de López y en Samborombón (Buenos Aires), un saladero en Barracas y campos y quintas que comenzaban en los mismos suburbios de Buenos Aires, en el sitio hoy conocido como barrio Piñeyro en el partido de Avellaneda.
Piñeyro incrementó las ya vastas propiedades familiares: en 1811 obtuvo del cabildo de Santa Fe la merced de un terreno de 4 ½ cuadras de frente, en 1818 obtuvo una merced sobre un terreno de 6 leguas cuadradas (16200 ha) al sur del Río Salado (Buenos Aires) que había ocupado de hecho en 1814 y en 1839 se hizo junto a Juan José Lahitte con la propiedad de 9 leguas cuadradas en el actual partido de Azul, cuyo derecho de enfiteusis había adquirido en 1837 a Felipe Arana.
Además de extender la superficie que controlaba en la campaña, fue uno de los principales impulsores de las plantaciones forestales en la provincia y de la mejora de sus ganados. Poseía en la década de 1830 más de 70000 vacunos, 10000 ovejas y 18000 caballos.
En 1824 Bernardino Rivadavia hizo adquirir en Inglaterra y le obsequió tres padrillos y una yegua Shire, una de las razas de tiro más fuertes y resistentes, las primeras del país, que arribaron al país en febrero de 1825.
En el Rincón de Noario tuvo así junto a su hermano Felipe Piñeyro un criadero de caballos de raza, los cuales servirían por décadas para el acarreo de carga e incluso para el desembarco de los pasajeros de las embarcaciones que anclaban frente a Buenos Aires antes que se construyera el puerto.
Esa estancia fue la primera de las que consolidarían el poblamiento de los territorios al sur del partido de Magdalena y supondría un polo de desarrollo para la región.
En representación del territorio desmembrado de la Capital, formó parte del Congreso Constituyente convocado en 1824 que dio sanción a la malograda constitución de 1826, integrando la asamblea hasta su disolución.
Derrotado Juan Lavalle el 26 de abril de 1829 en la batalla de Puente de Márquez, el 24 de junio firmó con Juan Manuel de Rosas el pacto de Cañuelas por el cual se daban por finalizadas las hostilidades y se acordaba realizar elecciones, cuyo resultado las partes se comprometían a respetar. Por un apartado secreto, Rosas y Lavalle acordaban una lista única que llevaría como gobernador a Félix Álzaga, como Ministro de Gobierno a Vicente López y Planes y de Hacienda a Manuel José García. Las candidaturas para la asamblea de representantes también surgirían de una lista única que los firmantes haría sufragar por su partido. Francisco Piñeyro era uno de los elegidos.
Lavalle no consiguió el apoyo de los líderes de su partido, quienes rechazaron el acuerdo y realizaron una elección en la ciudad con lista propia. Lavalle anuló el acto y se reunió nuevamente con Rosas, esta vez en la gran quinta de verano de Francisco Piñeyro, en Barracas al Sud, cuya entrada principal estaba situada a solo tres cuadras del puente de Gálvez, sobre el Riachuelo. En la Convención de Barracas del 24 de agosto se acordó nombrar gobernador provisorio con «facultades extraordinarias que se consideren necesarias para la conservación de la tranquilidad pública» al general Juan José Viamonte. También se disponía la creación de un Senado Consultivo, integrado por el presidente de la Cámara de Justicia Manuel Antonio Castro, el general de mayor antigüedad, Miguel de Azcuénaga, el presidente del Senado Eclesiástico Diego Estanislao Zavaleta, el gobernador del Obispado José León Banegas, el Prior del Consulado Faustino de Lezica y otros 19 ciudadanos considerados notables, uno de ellos Francisco Piñeyro.
El Senado, que debía aconsejar ante toda requisitoria del ejecutivo y proponer lo que considera útil en cuestiones de hacienda y de orden legal a los efectos de la pronta normalización de la provincia, inauguró sus sesiones el 16 de septiembre con la presencia de solo 13 de los miembros designados. Esta vez, fueron sectores del partido federal los que se negaron a la posibilidad de «organizar el país con asesinos y parricidas, que desde el 1º de diciembre se arrojaron a cometer toda clase de crímenes, y con honrados ciudadanos que han sabido defender a todo trance la autoridad de las leyes », en palabras que acompañaron la renuncia de Tomás Manuel de Anchorena al Senado. Tras nuevas renuncias Viamonte suspendió las nuevas elecciones de representantes y decretó el restablecimiento de la Legislatura derrocada el 1 de diciembre de 1828, por lo que el 23 de septiembre de l829 el Senado Consultivo efectuó su última junta y el 1 de diciembre de 1829 se reinstalaba la última Legislatura.
Piñeyro contribuyó al embellecimiento de su ciudad natal. En 1830 hizo edificar en la calle Florida, donde hoy se encuentra el Pasaje Güemes, una de las primeras "casas de alto" (de más de un piso) de la ciudad. Importó también la primera volanta, que adornó con guarniciones enchapadas en plata.
En 1829 formó parte de una comisión de hacendados, entre quienes estaban Eustoquio Díaz Vélez y Juan Gualberto Miguens, que recibieron el encargo de elaborar un reglamento para la policía de la campaña bonaerense.
El 11 de mayo de 1830 fue designado vicepresidente de la Administración del Crédito Público, siendo Manuel Hermenegildo Aguirre presidente del organismo.
Decidido partidario y amigo personal de Juan Manuel de Rosas, integró las legislaturas provinciales electas en 1830 y en 1835. Apoyó el otorgamiento de la suma del poder público 
 y toda otra medida en apoyo a Rosas, y producida la revolución de 1839 fue uno de los representantes que declamaban «que sus personas y propiedades están á disposicion del ilustre restaurador de las leyes brigadier jeneral de la Confederación Argentina D. Juan Manuel de Rosas para el sostén de las leyes de la independencia nacional y de la santa causa de la libertad del continente americano».
En 1834 falleció su madre y por sus disposiciones testamentarias las propiedades se subdividieron entre él y su hermano Nicolás. Para fines de la década de 1830 era con su hermano uno de los principales miembros de la elite de 54 individuos y sociedades que poseían, en conjunto, casi el 15% de la riqueza declarada sujeta a impuesto.

Murió en 1848 y fue sepultado en el Cementerio de la Recoleta.
Había casado con su sobrina segunda María Petrona García y Rodríguez.
Tuvo cinco hijos:
Celina (1831-1911),
Isabel Amelia (1844-?),
Eloísa (1832-?),
Laura,
y Pedro José Piñeyro García.